# Štiavnica (dolina)

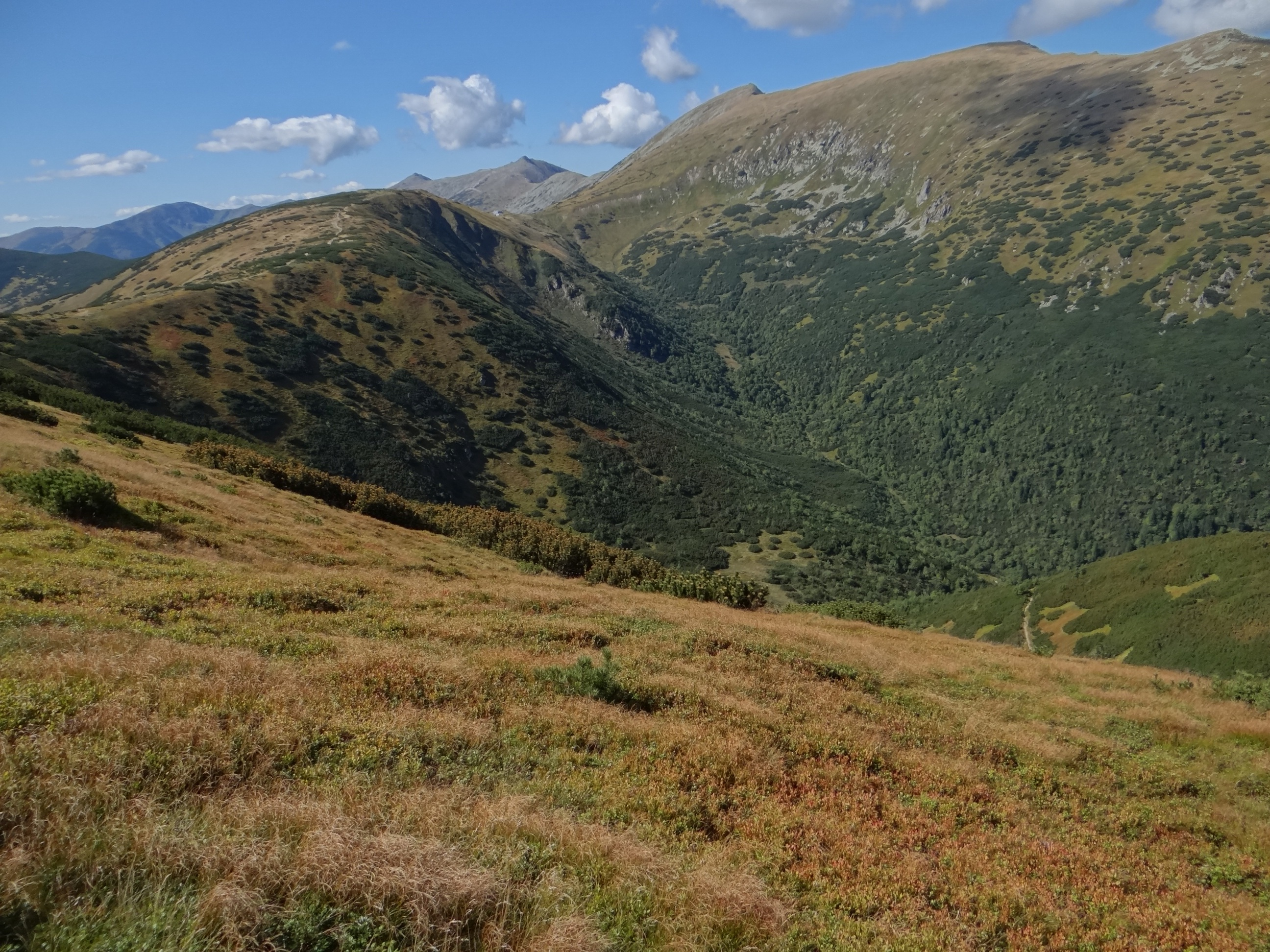
Górna część doliny

Štiavnica – dolina w Niżnych Tatrach na Słowacji. Jest górnym piętrem Jánskiej doliny, która wraz z doliną Štiavnica jest doliną walną.
Štiavnica podchodzi pod główny grzbiet Niżnych Tatr na odcinku od Dziumbiera (Ďumbier) poprzez grzbiet Králički po szczyt 1768 m. Orograficznie prawe zbocza doliny tworzy grzbiet Králički, a potem grzbiet odchodzący na północ od szczytu 1768 m poprzez Bocianske sedlo, Rovną hoľę, Okrhúly vrch, Ohništé. Lewe zbocza tworzy Dziumbier i jego północny grzbiet ze szczytem Ludárova hoľa. Dolina opada spod progu lodowcowego między zboczem Dziumbiera i Králička początkowo w kierunku wschodnim, niżej łukowato zakręcając na północ. Masyw Štiavnicy oddziela główny ciąg doliny od jej lewego odgałęzienia – Ludárovej dolina. W dolnej części Štiavnicy uchodzi jeszcze jedna dolina – Červený jarok. Od jej ujścia w miejscu o nazwie Pred Bystrou, horáreň Štiavnica zmienia nazwę na Jánską dolinę. 
Štiavnica wyżłobiona jest w dwóch rodzajach skał; w górnej części są to skały granitowe, w dolnej wapienne. Górna część doliny jest bezleśna – od dna doliny aż po szczyty pokryta halami, dolną część porasta las. Dnem doliny spływa potok Štiavnica. Cała dolina znajduje się w obrębie Parku Narodowego Niżne Tatry, ponadto jej górna część jest objęta dodatkową ochroną – należy do rezerwatu przyrody Dziumbier.

## Turystyka
Dnem doliny prowadzi niebieski szlak turystyczny. Drugi, krótki szlak prowadzi jej prawym zboczem łącząc dwie przełęcze na głównym grzbiecie Niżnych Tatr. Červeným jarokiem prowadzi szlak od ujścia doliny na Svidovské sedlo.
  Liptovský Ján – Jánska dolina – Schronisko Štefánika. Odległość 16,1 km, suma podejść 1105 m, suma zejść 35 m, czas przejścia: 4.20 h. Czas przejścia: 5 h (z powrotem 4 h)
  Králička – Bocianske sedlo. Odległość 2,1 km, suma zejść 55 m, czas przejścia 45 min (z powrotem 55 min)
  Pred Bystrou, horáreň – Červený jarok – Odległość 2,7 km, suma podejść 248 m, czas przejścia 55 min (z powrotem 40 min)